# Jan Kotlarski
Jan Kotlarski (ur. 13 czerwca 1938 w Borowie, zm. 22 marca 2010 w Jeleniej Górze) – polski lekarz, chirurg i artysta fotograf. Członek rzeczywisty Okręgu Dolnośląskiego Związku Polskich Artystów Fotografików. Członek Jeleniogórskiego Towarzystwa Fotograficznego.

## Życiorys
Jan Kotlarski urodzony w Borowie – pod koniec 1938 roku zamieszkał razem z rodzicami (Edmundem Kotlarskim i Józefą z domu Studer) w Nieborowie. Od 1947 roku mieszkał w Jeleniej Górze, związany z jeleniogórskim środowiskiem fotograficznym. W 1956 roku został absolwentem I Liceum Ogólnokształcącego im. Stefana Żeromskiego w Jeleniej Górze. W 1964 roku ukończył studia w Akademii Medycznej we Wrocławiu. W 1965 roku został członkiem ówczesnego Stowarzyszenia Miłośników Fotografii Artystycznej w Jeleniej Górze – od 1975 roku Jeleniogórskiego Towarzystwa Fotograficznego, powstałego z połączenia SMFA i grupy fotograficznej Gama-74. W latach 1976–1980 pełnił funkcję wiceprezesa Zarządu JTF. Był członkiem warszawskiej grupy fotograficznej A 74 oraz jeleniogórskiej grupy fotograficznej Sektor. Wspólnie z Ryszardem Brawańskim i Romanem Hryciów – w 1980 roku był inicjatorem i organizatorem cyklicznego konkursu fotograficznego Biennale Fotografii Górskiej w Jeleniej Górze – konkursu odbywającego się do dziś. 
Jan Kotlarski jest autorem i współautorem wielu wystaw fotograficznych; indywidualnych, zbiorowych, poplenerowych, pokonkursowych. Brał aktywny udział w Międzynarodowych Salonach Fotograficznych, organizowanych m.in. pod patronatem FIAP, zdobywając wiele medali, nagród, wyróżnień, dyplomów, listów gratulacyjnych. W 1980 roku został przyjęty w poczet członków rzeczywistych Okręgu Dolnośląskiego Związku Polskich Artystów Fotografików, gdzie w latach 90. pełnił funkcję członka Komisji Kwalifikacyjnej Okręgu Dolnośląskiego ZPAF. W tym samym czasie był członkiem Sądu Koleżeńskiego Zarządu Głównego ZPAF w Warszawie. W 1981 roku był współtwórcą – wspólnie z Tomaszem Olszewskim i Jerzym Wiklendtem – Karkonoskiego Oddziału ZPAF. 
W 1981 roku został stypendystą Ministerstwa Kultury i Sztuki. W 1989 roku został rzeczoznawcą Ministerstwa Kultury i Sztuki ds. fotografii. 
W 2002 roku ukazał się album z fotografiami Jana Kotlarskiego – Zabytki Jeleniej Góry i powiatu – wydany przez Jeleniogórskie Towarzystwo Społeczno-Kulturalne. 
Jan Kotlarski zmarł 22 marca 2010 roku, pochowany na Starym Cmentarzu w Jeleniej Górze. Fotografie oraz publikacje Jana Kotlarskiego znajdują się w zbiorach m.in. Muzeum Narodowego we Wrocławiu, Muzeum Okręgowego w Jeleniej Górze, Bibliotece Uniwersyteckiej w Heidelbergu, Bibliotece Watykańskiej.

## Wybrane wystawy
- „Kamienna” – KMPiK w Jeleniej Górze (1976)
- „Kamienna” – Bolesławiecki Ośrodek Kultury (1978)
- „A jednak jestem” – Wrocławska Galeria Fotografii (1978)
- „A jednak jestem” – Klub Lekarza w Bydgoszczy (1978)
- „Akt” – KMPiK w Jeleniej Górze (1978)
- „Akt” – Z. O. Intermoda we Wrocławiu (1978)
- „Obszary nadziei” – KMPiK w Jeleniej Górze (1981)
- „Rybim okiem” – Galeria JTF w Jeleniej Górze (1984)
- „Rybim okiem” – Wałbrzyska Galeria Fotografii (1984)
- „Rybim okiem” – Świdnickie Dni Fotografii (1985)
- „40-lecie ZPAF” – Zachęta Narodowa Galeria Sztuki w Warszawie (1987)
- „Zabytki Województwa Jeleniogórskiego” – Kościół św. Barbary w Wojcieszycach (1997)
- „Zabytki Województwa Jeleniogórskiego” – Muzeum Okręgowe w Jeleniej Górze (1997)
- „50-lecie ZPAF” – Wrocław (1997)
- „40-lecie JTF” – Jelenia Góra (2001)
- „Zabytki Jeleniej Góry i powiatu” – pałac w Łomnicy (2003)

Źródło

## Odznaczenia
- Odznaka „Zasłużony Działacz Kultury” (1979)
- Medal 150-lecia Fotografii (1989)

Źródło

## Publikacje (albumy)
- „Zabytki Jeleniej Góry i powiatu” (2002)[10]